# Casamento eterno

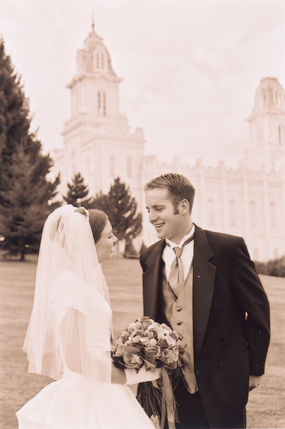
Um jovem casal no Templo de Manti, Utah, após realizarem o selamento no Templo, uma das ordenanças sagrada da Igreja.

O casamento eterno, matrimônio eterno, casamento celestial ou selamento é uma ordenança de A Igreja de Jesus Cristo dos Santos dos Últimos Dias. Doutrina e Convênios cita esta ordenança sob o nome de novo e eterno convênio.
Os casamentos eternos são realizados apenas nos Templos (A Igreja de Jesus Cristo dos Santos dos Últimos Dias diferencia templos e capelas de forma semelhante à diferença entre o Templo de Salomão e as sinagogas para os judeus) entre um casal de seus membros com uma recomendação para visitar esses lugares. Vale lembrar que a Igreja ainda realiza cerimônias de casamento em suas capelas, mas estas cerimônias (que têm valor jurídico legal) são consideradas finitas pelo termo desta vida.
Ao ser selado, o casal faz um convênio com Deus e recebe a promessa de que se permanecerem fiéis durante sua vida, permanecerão unidos como família após a vida mortal.
Realizar esse tipo de casamento requer uma vida digna, ter um alto padrão de conduta cristã, cumprindo com todos os mandamentos do evangelho de Jesus Cristo e ainda passar por duas entrevistas para obtenção de uma recomendação assinada primeira é com o bispo da unidade da Igreja correspondente ao membro, a segunda é com o Presidente da Estaca (unidade da igreja que administra várias congregações - Alas ou Ramos).
O casamento no Templo é conhecido entre os membros da igreja como selamento eterno ou casamento celestial e é também a ordenança máxima que um membro da Igreja pode realizar em vida para voltar a presença de seu Pai Eterno, devendo então após sua realização perseverar até o fim.

## Casamento além da morte
Um artigo escrito pelo Elder Lucas Guerreiro, da página "Mais Fé" da Igreja, explica um pouco sobre essa ordenança sagrada. O Casamento para a eternidade é uma ordenança sagrada, na qual homem, mulher e filhos podem ser unidos para o tempo e eternidade.

Às vezes chamamos o casamento eterno de selamento, pois une de maneira perpétua uma família, caso todos se mantenham dignos desta bênção. Esta é uma das maiores bênçãos que podemos receber na mortalidade.
"O casamento entre um homem e uma mulher é essencial ao plano de Deus. O Senhor disse: "Aquele que proíbe o casamento não é aprovado por Deus, porque o casamento foi instituído por Deus para o homem" (D&C 49:15). Desde o princípio, o casamento tem sido uma lei do evangelho e deveria durar para sempre, não apenas durante esta vida mortal.

Adão e Eva foram casados por Deus antes que houvesse morte no mundo. Eles tinham um casamento eterno e ensinaram essa lei a seus filhos e aos filhos dos seus filhos. À medida que os anos passaram, a iniquidade entrou no coração das pessoas e a autoridade para a realização dessa sagrada ordenança foi tirada da Terra. Com a Restauração do Evangelho, o casamento eterno foi reinstituído na Terra."
Segundo o Elder James E Talmage: "A revelação divina na dispensação da plenitude dos tempos deixou claro que, contratos de casamento como evidentemente os demais acordos entre partes na mortalidade, são de nenhum valor além-túmulo, a menos que sejam ratificados e validados pelas ordenanças devidamente estabelecidas do Santo Sacerdócio. O selamento do convênio do matrimônio pelo tempo e pela eternidade, que se tornou conhecido como casamento celestial, é uma ordenança estabelecida por divina autoridade, na Igreja restaurada de Jesus Cristo."

## Sobre o selamento no templo
A família é essencial ao plano de Deus
“A Família: Proclamação ao Mundo” declara que “o casamento entre homem e mulher foi ordenado por Deus e que a família é essencial ao plano do Criador para o destino eterno de Seus filhos” (A Liahona, novembro de 2010, última contracapa).
Encontramos as maiores alegrias da vida no amor familiar. Isso acontece, a despeito das muitas distrações e dos muitos desafios da vida. Um relacionamento familiar duradouro exige esforço, mas esse esforço proporciona grande felicidade nesta vida e por toda a eternidade. Mesmo nas famílias em que os relacionamentos são complicados e inseguros, o evangelho de Jesus Cristo pode trazer esperança, consolo e cura.
No plano de felicidade de nosso Pai Celestial, o marido e a esposa podem ficar juntos para sempre. A autoridade que une as famílias para a eternidade é chamada de poder “selador”. É o mesmo poder conferido aos apóstolos por Jesus, durante Seu ministério terreno (ver Mateus 16:19). Por isso o casamento eterno é chamado de selamento, e os filhos nascidos nesse relacionamento também são selados à família para sempre.
Diferindo dos casamentos feitos "até que a morte os separe", o selamento no templo garante que o falecimento dos entes queridos não signifique o fim da família. Para que o relacionamento se perpetue após a morte, o casamento deve ser selado no local apropriado e pela devida autoridade. O local é o templo, e a autoridade é o sacerdócio (ver D&C 132:7, 15–19).
Ao serem selados no templo, o marido e a mulher fazem convênios sagrados com o Senhor e um com o outro. Tais convênios atestam que seu relacionamento perdurará após esta vida, se forem leais e fiéis a seus compromissos. Eles sabem que nada, nem mesmo a morte, poderá separá-los. Pessoas casadas devem considerar sua união como o mais precioso relacionamento terreno, pois o cônjuge é a única pessoa, além do Senhor, a quem somos ordenados a amar de todo o coração (ver D&C 42:22).

## Swedenborg
Um conceito de casamento celestial foi descrito por Emanuel Swedenborg desde 1749. O termo latino de Swedenborg conjugium coeleste foi traduzido como "casamento celestial" por John Clowes em 1782. Em todos os seus escritos autoritativos, Swedenborg apenas menciona o termo casamento celestial duas vezes.
Swedenborg definiu o casamento celestial como o casamento do amor com sabedoria ou do bem com a verdade. Ele escreveu: "Verdade e bem juntos são o que é chamado de casamento celestial, que constitui o próprio céu com uma pessoa". Swedenborg não usa "casamento celestial" para se referir ao casamento de marido e mulher, embora ele diga que o casamento de marido e mulher tem sua origem no casamento celestial de bondade e verdade.
De acordo com Swedenborg, o verdadeiro amor casado forma um vínculo eterno, uma união real de mentes, para que os parceiros que realmente se amam não sejam separados pela morte, mas continuem casados até a eternidade. Ele escreve que esse amor é "celestial, espiritual, santo puro e limpo acima de todo o amor que existe do Senhor com os anjos do céu e as pessoas na igreja". Ninguém pode entrar nesse amor, diz ele, a não ser aqueles que são monogâmicos e "que vão ao Senhor e amam as verdades da igreja e fazem as coisas boas que ela ensina".
Craig Miller investigou a possibilidade de Swedenborg ter influenciado Joseph Smith, pois há semelhanças entre alguns de seus ensinamentos. Ele conclui que Smith pode ter aprendido algo sobre Swedenborg através de terceiros, mas é improvável ter lido muito, se é que leu algum, dos trabalhos de Swedenborg por si próprio. Entre as conexões de Smith estava Sarah Cleveland, que era casada com um swedenborgiano na época de seu casamento plural com Smith em 1842. Foi pouco depois, em julho de 1843, que Smith registrou o recebimento de uma revelação sobre o casamento eterno em Doutrina e Convênios 132.

#### Outros tipos de "casamento celestial" descritos por
- Ida Craddock
- Yang Xi